# Arnold Büscher
Büscher Arnold (Bad Oeynhausen, 1899. december 16. – Lengyelország, 1949. augusztus 2.) német SS tiszt Hauptsturmführer (főhadnagy) volt. Amon Göth utódjaként 1944 szeptemberétől 1945 januárjáig a krakkó-płaszówi koncentrációs tábor második és egyben utolsó parancsnoka volt.

## Élete
1899. december 16-án született Bad Oeynhausenben, Németországban.
1931-ben az SS tagjává vált. A második világháború kitörése után számos koncentrációs táborban dolgozott, köztük Flossenbürgben, Buchenwaldban, Sachsenhausenben és Neuengammében.
Büscher lett a płaszówi koncentrációs tábor parancsnoka, miután Göthöt 1944. szeptember 13-án letartóztatta a Kripo. Büscher ellenállt Oskar Schindler azon törekvéseinek, hogy 300 zsidó nőt felvegyen a Schindlerjude listájába, Schindler új brünnlitzi gyárába való munkára, ehelyett más płaszówi zsidókkal együtt Auschwitzba küldte őket. Azonban Schindler le tudta fizetni Richard Baert, Auschwitz parancsnokát, hogy elküldje a gyárába a 300 zsidó nőt.
1948. január 23-án Büschert Lengyelországban halálra ítélték a płaszówi bűncselekmények miatt. 1949. augusztus 2-án felakasztották.

## Fordítás
- Ez a szócikk részben vagy egészben  az   Arnold Blüscher című angol Wikipédia-szócikk fordításán alapul.  Az eredeti cikk szerkesztőit annak laptörténete sorolja fel. Ez a jelzés csupán a megfogalmazás eredetét és a szerzői jogokat jelzi, nem szolgál a cikkben szereplő információk forrásmegjelöléseként.